# Файхтен
Файхтен (нім. Feichten) — громада в Німеччині, розташована в землі Баварія. Підпорядковується адміністративному округу Верхня Баварія. Входить до складу району Альтеттінг. Складова частина об'єднання громад Кірхвайдах.
Площа — 17,91 км2. Населення становить 1251 ос. (станом на 31 грудня 2020).

## Галерея

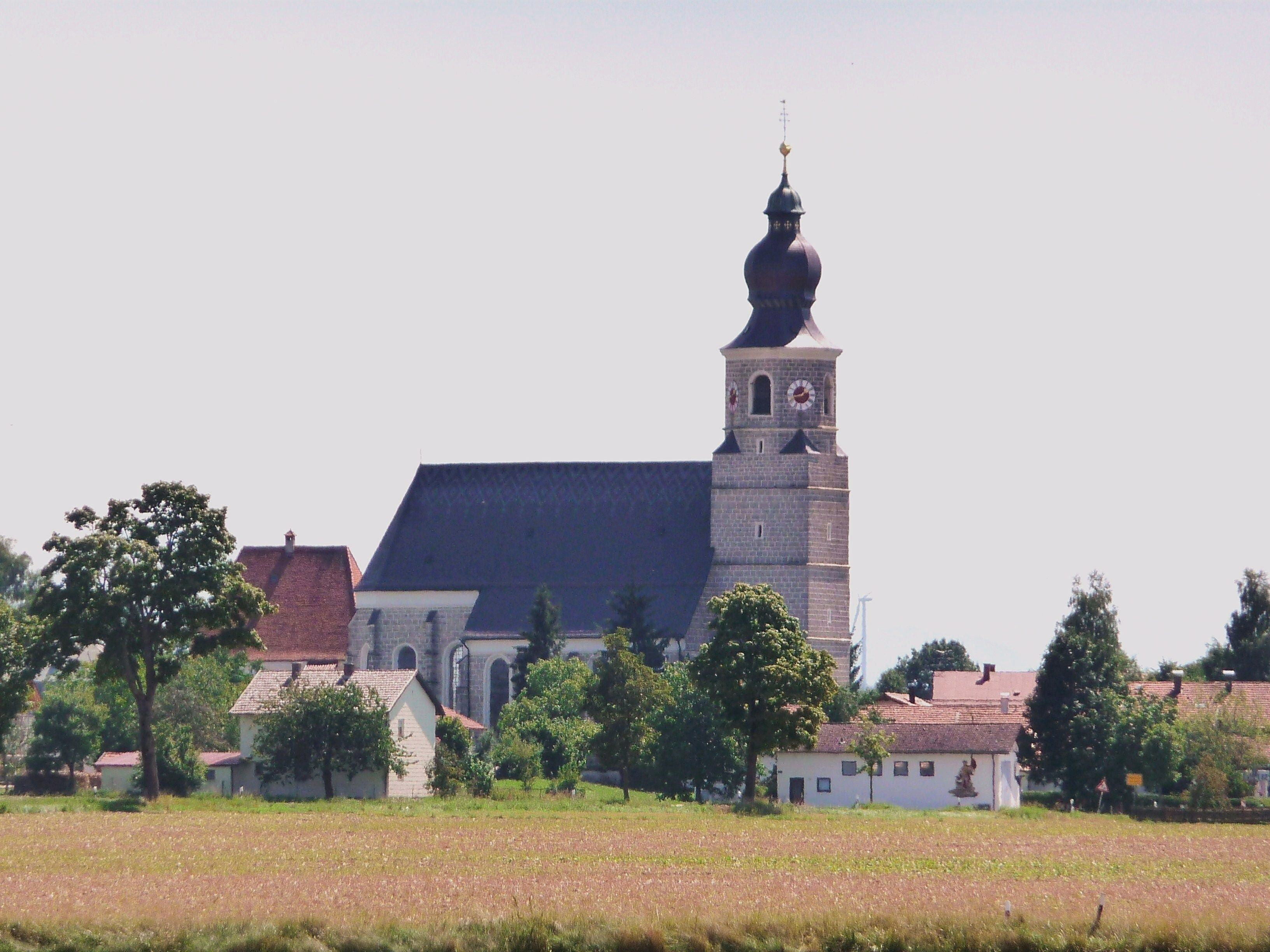